# Hipokrates z Chios
Hipokrates z Chios (gr. Ἱπποκράτης ὁ Χῖος Hippokrates ho Chios, V w. p.n.e.) – joński matematyk i sofista, uczeń Ojnopidesa z Chios. W latach ok. 450–420 p.n.e. działał w Atenach, gdzie otworzył szkołę geometrii. Nauczał w niej za opłatą za co został usunięty ze szkoły pitagorejczyków. Był autorem systemu aksjomatycznego geometrii wcześniejszego niż Elementy Euklidesa. Jego dzieło Stoicheia zaginęło. Prowadząc badania nad kwadraturą koła odkrył księżyce Hipokratesa. Sprowadził także rozwiązanie problemu podwojenia sześcianu (tzw. problemu delijskiego) do znalezienia takich dwóch liczb x i y, że dla dwóch danych, dowolnych liczb a i b zachodzi:
{\displaystyle {\frac {a}{x}}={\frac {x}{y}}={\frac {y}{b}}.}